# خفر السواحل

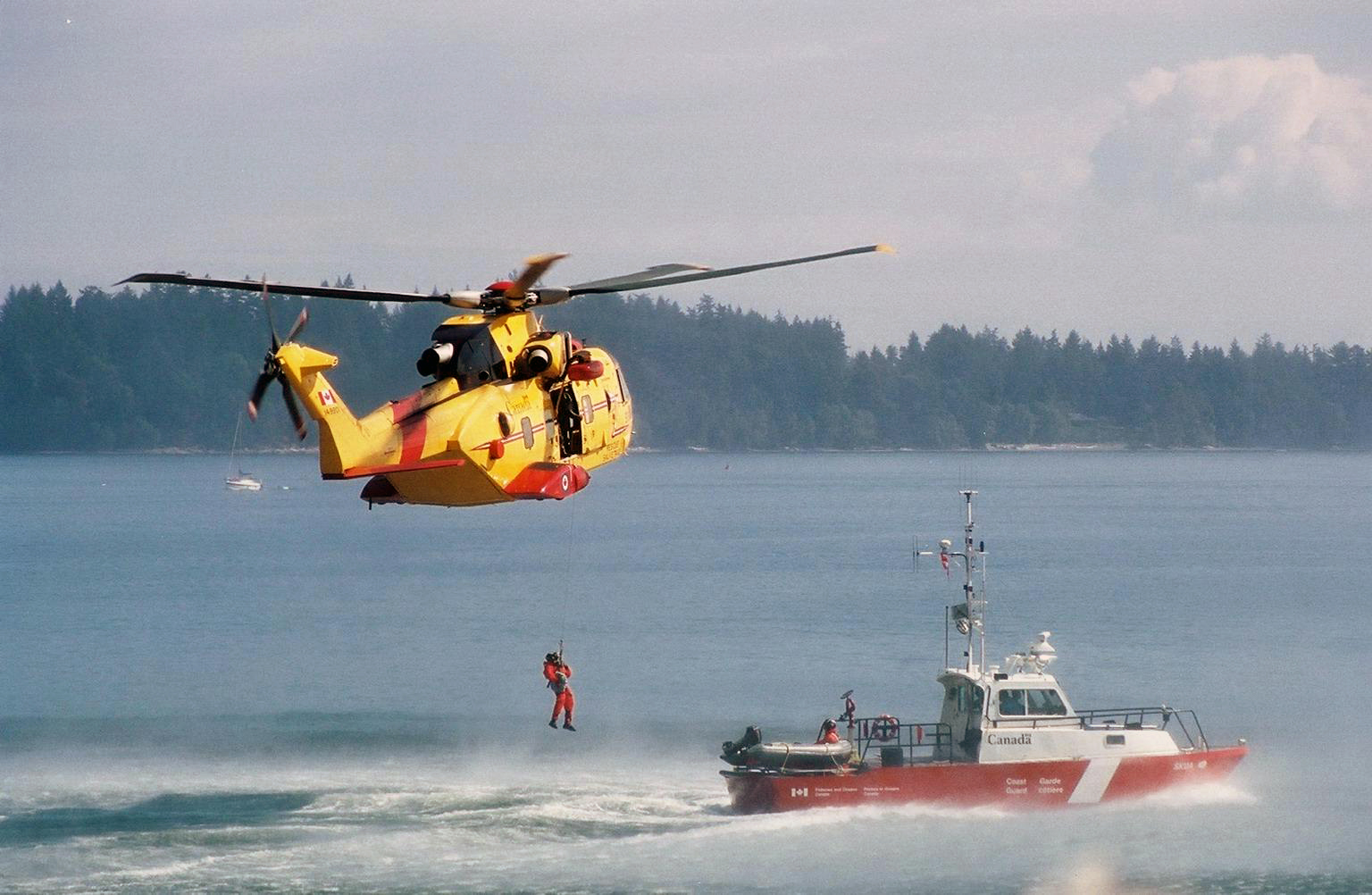
خفر السواحل الكندية

خفر السواحل  ( خَفَر في اللغة بمعنى حرس، خفر السواحل أي حرس السواحل ) منظمة عسكرية أو شبه عسكرية مشابهة لسلاح البحرية إلا أن واجباتها الرئيسية تتمثل في حفظ وحماية المياه الإقليمية للدولة من التهريب غير الشرعي والإجرام والإرهاب وعلى عكس القوات البحرية التي تتبع الجيش فإن قوات خفر السواحل تلحق بقوات الشرطة.